# Геліт
Геліт — органічний мінерал, антрахінон С14Н8О2. Названий на честь норвезького геолога Адольфа Гуля.
Утворюється на стінках порожнин внаслідок згону при вугільних пожежах.